# セントポール市長
セントポール市長（セントポールしちょう）は、アメリカ合衆国ミネソタ州のセントポールの首長である。
| 任期            | 氏名                                 | 政党         |
| --------------- | ------------------------------------ | ------------ |
| 1850年 - 1851年 | トーマス・R・ポッツ                  |              |
| 1851年 - 1852年 | ロバート・ケネディ                   |              |
| 1852年 - 1854年 | ブッシュロッド・W・ロット            | 民主党       |
| 1854年 - 1855年 | デイヴィッド・オルムステッド         | 民主党       |
| 1855年 - 1856年 | アレクサンダー・ラムジー             | 民主党       |
| 1856年 - 1857年 | ジョージ・L・ベッカー                | 民主党       |
| 1857年 - 1858年 | ジョン・B・ブリスビン                | 民主党       |
| 1858年 - 1859年 | ノーマン・ウォルフレッド・キットソン | 民主党       |
| 1859年 - 1860年 | ダニエル・A・ロバートソン            | 民主党       |
| 1860年 - 1863年 | ジョン・S・プリンス                  | 民主党       |
| 1863年 - 1864年 | ジョン・E・ウォーレン                | 民主党       |
| 1864年 - 1865年 | ジェイコブ・H・ステュアート          | 共和党       |
| 1865年 - 1867年 | ジョン・S・プリンス                  | 民主党       |
| 1867年 - 1868年 | ジョージ・L・オーティス              | 民主党       |
| 1868年 - 1869年 | ジェイコブ・H・ステュアート          | 共和党       |
| 1869年 - 1870年 | ジェームズ・T・マックスフィールド    |              |
| 1870年 - 1872年 | ウィリアム・リー                     | 民主党       |
| 1872年 - 1875年 | ジェイコブ・H・ステュアート          | 共和党       |
| 1875年 - 1878年 | ジェームズ・T・マックスフィールド    |              |
| 1878年 - 1881年 | ウィリアム・ドーソン                 |              |
| 1881年 - 1883年 | エドモンド・ライス                   | 民主党       |
| 1883年 - 1885年 | クリストファー・D・オブライエン      | 民主党       |
| 1885年 - 1887年 | エドマンド・ライス                   |              |
| 1887年 - 1892年 | ロバート・A・スミス                  | 民主党       |
| 1892年 - 1894年 | フレデリック・P ・ライト             | 共和党       |
| 1894年 - 1896年 | ロバート・A・スミス                  | 民主党       |
| 1896年 - 1898年 | フランク・ドラン                     | 共和党       |
| 1898年 - 1900年 | アンドルー・キーファー               | 共和党       |
| 1900年 - 1908年 | ロバート・A・スミス                  |              |
| 1908年 - 1910年 | ダニエル・W ・ローラー               | 民主党       |
| 1910年 - 1914年 | ハーバート・P・ケラー                | 共和党       |
| 1914年 - 1916年 | ウィン・パワーズ                     | 民主党       |
| 1916年 - 1918年 | ヴィヴィアン・R・アーヴィン          | 共和党       |
| 1918年 - 1922年 | ローレンス・C・ホジソン              | 民主党       |
| 1922年 - 1926年 | アーサー・C・ネルソン                | 共和党       |
| 1926年 - 1930年 | ローレンス・C・ホジソン              | 民主党       |
| 1930年 - 1932年 | ガーハード・J・バンドリー            |              |
| 1932年 - 1934年 | ウィリアム・マホーニー               | 連合         |
| 1934年 - 1938年 | マーク・H・ギハン                    |              |
| 1938年 - 1940年 | ウィリアム・H・ファロン              | インディアナ |
| 1940年 - 1948年 | ジョン・J・マクドノー                | 民主党 / DFL |
| 1948年 - 1952年 | エドワード・K・デラニー              | DFL          |
| 1952年 - 1954年 | ジョン・E・ダウブニー                |              |
| 1954年 - 1960年 | ジョセフ・E・ディロン                | DFL          |
| 1960年 - 1966年 | ジョージ・J・ヴァヴァウリス          | 共和党       |
| 1966年 - 1970年 | トーマス・R・バーン                  | DFL          |
| 1970年 - 1972年 | チャールズ・P・マカーティー          | DFL          |
| 1972年 - 1976年 | ローレンス・D・コーエン              | DFL          |
| 1976年 - 1990年 | ジョージ・ラティマー                 | DFL          |
| 1990年 - 1994年 | ジェームズ・シャイベル               | DFL          |
| 1994年 - 2002年 | ノーム・コールマン                   | DFL / 共和党 |
| 2002年 - 2006年 | ランディ・ケリー                     | DFL          |
| 2006年 - 2018年 | クリス・コールマン                   | DFL          |
| 2018年 -        | メルビン・カーター                   | DFL          |